# Flügellänge

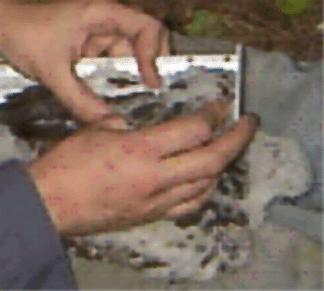
Messen der Flügellänge eines Greifvogelnestlings mit einem Anschlaglineal.

Schema eines Vogelflügels

Die Flügellänge ist ein Standardmaß bei der Vermessung von Vögeln. Trotz des Namens wird bei der Messung der Flügellänge nicht die Länge des gesamten Flügels, sondern nur die Länge des Handflügels ermittelt. Gemessen wird dabei die Strecke vom Handgelenk bis zur Spitze der längsten Handschwinge. Die Messung erfolgt bei angelegtem Flügel, wobei das Handgelenk gegen den Anschlag eines Lineals gedrückt und der Handflügel mit Daumen und Zeigefinger maximal gestreckt wird. 